# Colonie artistique « Schwarzes Haus » de Solingen

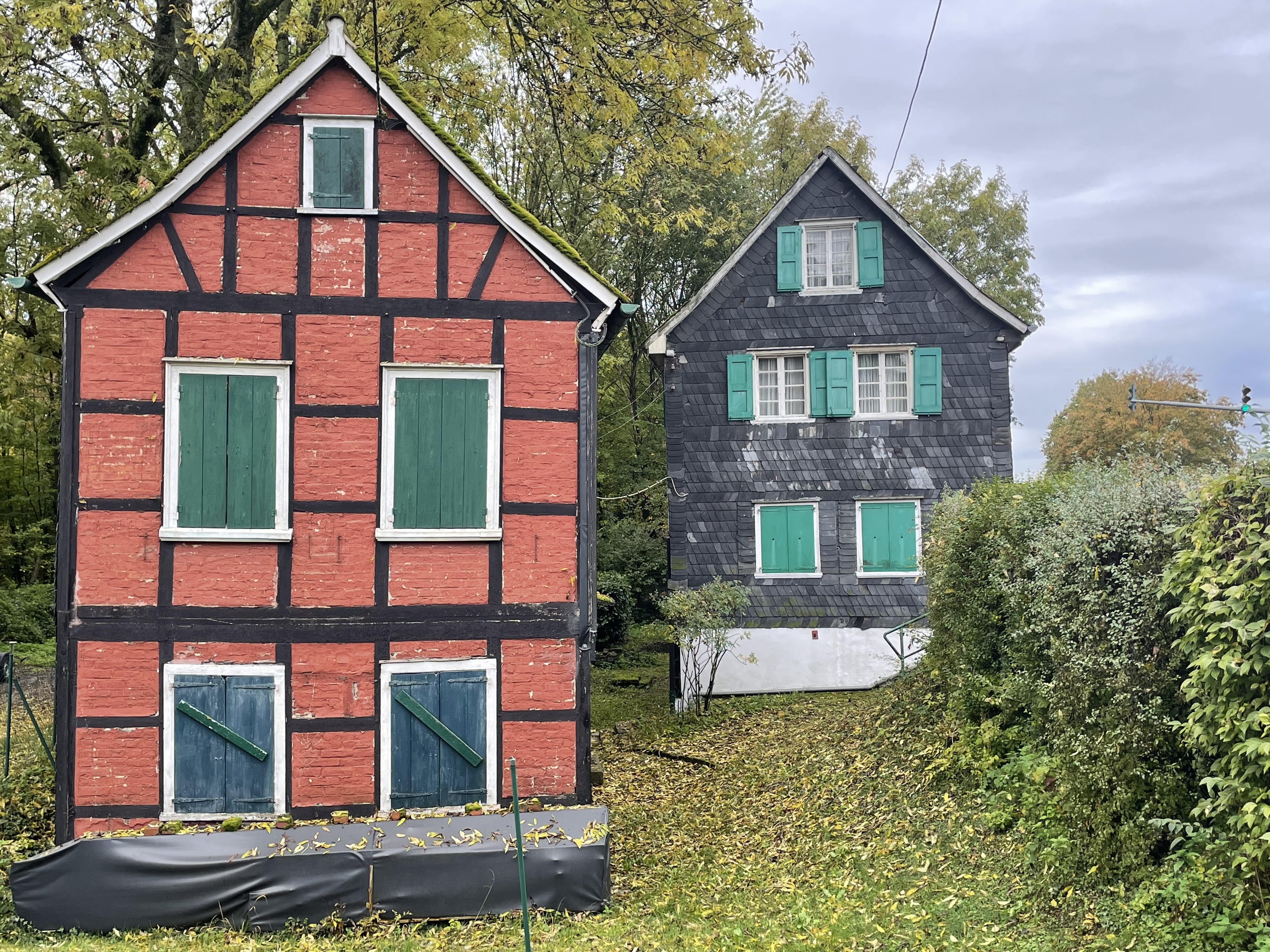
La Rotes Haus et la Schwarzes Haus – Point de ralliement de la colonie artistique de Solingen

Panneau apposé au Schwarzes Haus

La colonie artistique de Solingen « Schwarzes Haus » désigne un groupe de peintres constitué d'Erwin Bowien, Bettina Heinen-Ayech et Amud Uwe Millies qui s’était formé après la Seconde Guerre mondiale  à Solingen.

## Le lieu

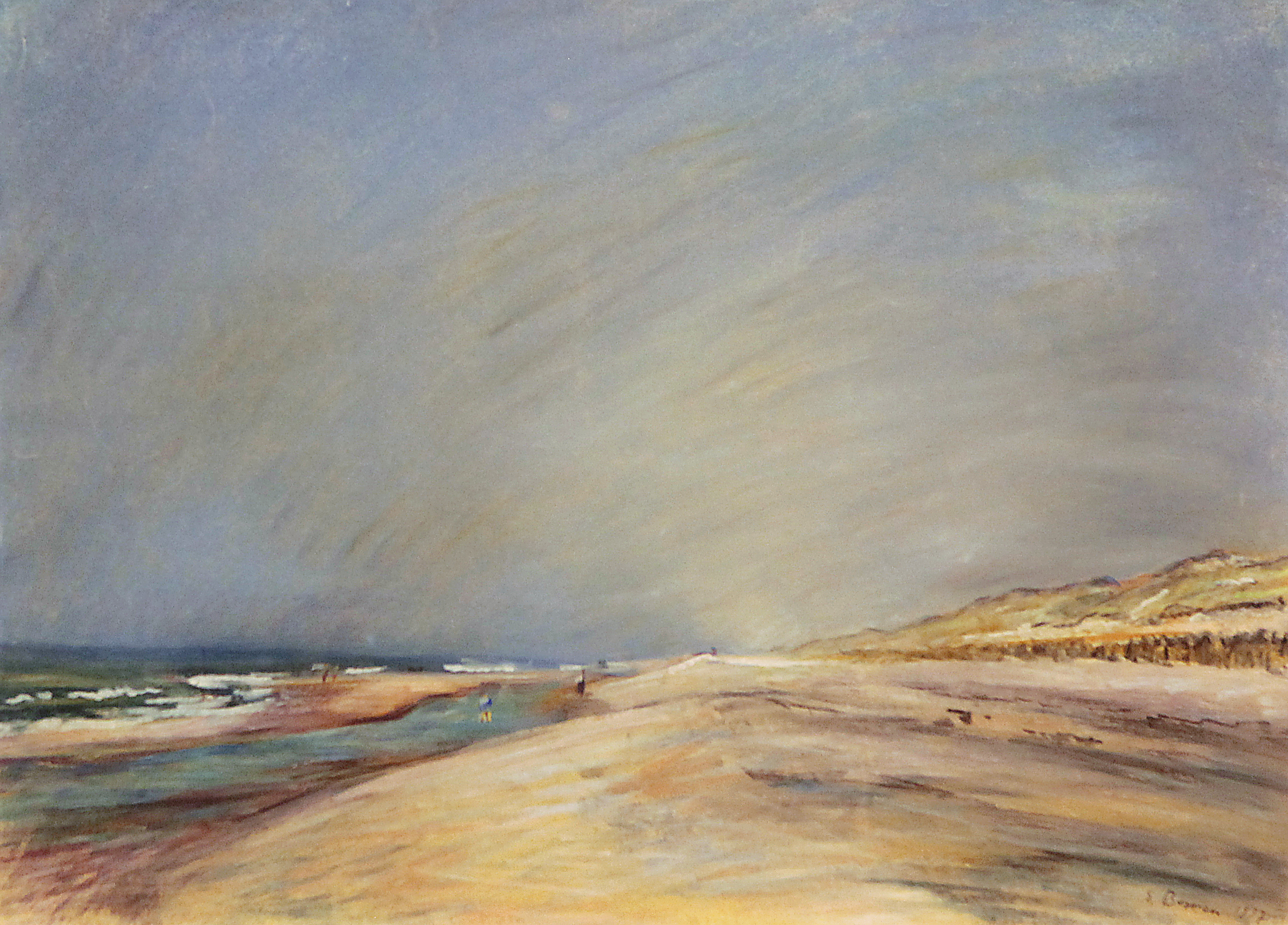
Egmond aan Zee, par Erwin Bowien (1937)

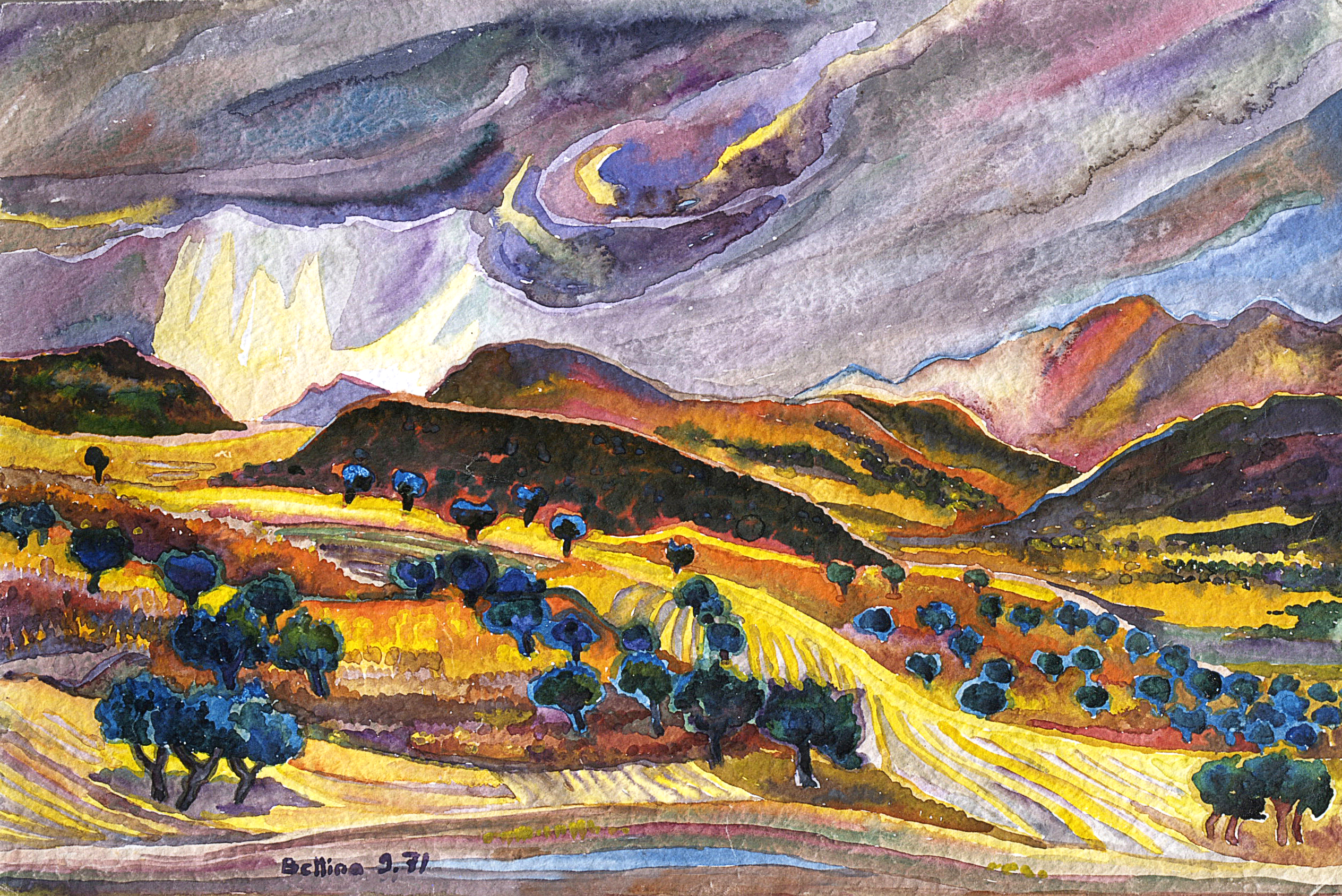
Orage d’été en Algérie, par Bettina Heinen-Ayech (1974)

La colonie artistique prit son point de départ dans le cadre du salon littéraire et culturel que tenaient Erna Heinen-Steinhoff (1898–1969), originaire de Solingen, et son époux le poète et journaliste Hanns Heinen (1895–1961) ; il fut également fréquenté par les lauréate du prix Nobel Sigrid Undset et Rabindranath Tagore. Le peintre Erwin Bowien rejoignit au groupe à la fin des années 1920. En 1932, le couple Heinen acquit dans le quartier Höhscheid de Solingen deux maisons à colombages inscrites au patrimoine historique. Ces deux bâtisses, dénommées Rotes Haus et Schwarzes Haus (Maison rouge et Maison noire), se muèrent au fil des neuf décennies suivantes en lieu de rencontre pour artistes, écrivains et intellectuels, et faisait en soi office d’ateliers de création.

## Les personnes
Bowien, Heinen-Ayech et Millies composaient la « triade des peintres » de Solingen. À l’encontre de l’« air du temps » qui privilégiait davantage ’art abstrait,,ces trois peintres réalisaient avant tout des portraits, des paysages, des vues urbaines et des scènes de la vie quotidienne.
C’est Erwin Bowien qui marqua par ailleurs l’idéologie dont la colonie artistique se prévalait : il se considérait déjà précocement comme Européen, recherchait le dialogue avec d’autres cultures, parlait lui-même plusieurs langues et militait activement pour l’entente entre les peuples. Bettina Heinen-Ayech quant à elle était mariée avec un Algérien, avait passé de nombreuses années de vie dans le pays natal de son époux, et y avait créé des motifs de paysages locaux. Uwe Millies avait voyagé à partir du milieu des années 1960 en Europe de l’Est, Extrême-Orient et Amérique. C’est lors d’un voyage entrepris en Égypte qu’il acquit son «surprénom» Amud (bâton en arabe). Les trois membres du groupe faisaient régulièrement des voyages à travers l’Europe : « Le trio entreprit de nombreux séjours de création picturale. Bien que représentants de générations différents, ils ne cessèrent d’être étroitement et personnellement liés les uns aux autres». Mais leur point de chute étaient toujours ces deux maisons de Solingen et le pays de Berg.

## L'héritage
En 2022, le fils de Bettina Heinen-Ayech, le médecin munichois Haroun Ayech, créa la « Bettina Heinen–Ayech Foundation – Stiftung für Kunst, Kultur und internationalen Dialog », afin de perpétuer l’héritage de la colonie artistique. En février 2023, la « Schwarzes Haus » a été intégrée à la « European Federation of Artists´ Colonies » et un peu plus tard dans les Routes des Impressionnismes du Conseil de l’Europe.
Les œuvres de la colonie des artistes de Solingen seront présentées pour la première fois au sein d’une exposition collective à la Gemäldegalerie Dachau d’octobre 2024 à avril 2025. Delon le journalSüddeutsche Zeitung, les pièces exposées sur place montrent communément à voir « des solitudes sylvestres à l’huile, des prairies et sommets ennuagés, des bétails au pacage, le tout encadré d’or. Et maintenant Wuppertal. Un pont en acier recouvre un delta d’asphalte, des lampadaires urbains et des bâtiments d’habitation et de commerce sur plusieurs étages bordent les rues, on y voit quelques voitures et des personnes ci et là, un paysage urbain, millésime 1961. Le public est ébaudi ». La galerie présente également des motifs de l’Oberland suisse, d’Augsbourg et de Venise, de la Norvège et du Népal ou encore d’autres pays.

## Expositions
- 2024 Gemäldegalerie Dachau: In der Welt unterwegs – Die Künstlerkolonie Solingen (En balade dans le monde – La colonie artistique de Solingen)